# Катрон (округ, Нью-Мексико)
Шаблон:StateAbbr_ 33°55′ пн. ш. 108°25′ зх. д. / 33.92° пн. ш. 108.42° зх. д.
Округ Катрон (англ. Catron County) — округ (графство) у штаті Нью-Мексико, США. Ідентифікатор округу 35003.

## Історія
Округ утворений 1921 року.

## Демографія
За даними перепису
2000 року
загальне населення округу становило 3543 осіб, усе сільське.
Серед мешканців округу чоловіків було 1812, а жінок — 1731. В окрузі було 1584 домогосподарства, 1041 родин, які мешкали в 2548 будинках.
Середній розмір родини становив 2,75.
Віковий розподіл населення поданий у таблиці:
| Стать    | До 15 років | 15-21 | 22-29 | 30-39 | 40-49 | 50-65 | 65-85 | Понад 85 |
| -------- | ----------- | ----- | ----- | ----- | ----- | ----- | ----- | -------- |
| Чоловіки | 305         | 152   | 82    | 147   | 292   | 508   | 306   | 20       |
| Жінки    | 271         | 122   | 74    | 180   | 293   | 450   | 308   | 33       |

## Суміжні округи
- Сібола — північ
- Сокорро — схід
- Сьєрра — південний схід
- Грант — південь
- Грінлі, Аризона — захід
- Апачі, Аризона — захід

## Виноски
1. ↑  U.S. Decennial Census. United States Census Bureau. Архів оригіналу за 26 квітня 2015. Процитовано 1 січня 2015.
2. ↑  Historical Census Browser. University of Virginia Library. Архів оригіналу за 11 серпня 2012. Процитовано 1 січня 2015.
3. ↑  Population of Counties by Decennial Census: 1900 to 1990. United States Census Bureau. Архів оригіналу за 16 квітня 2015. Процитовано 1 січня 2015.
4. ↑  Census 2000 PHC-T-4. Ranking Tables for Counties: 1990 and 2000 (PDF). United States Census Bureau. Архів оригіналу (PDF) за 18 грудня 2014. Процитовано 1 січня 2015.
5. ↑  State & County QuickFacts. United States Census Bureau. Архів оригіналу за 8 липня 2011. Процитовано 27 вересня 2013.(англ.) Наведено за англійською вікіпедією.
6. ↑  American FactFinder. Бюро перепису населення США. Архів оригіналу за 29 липня 2011. Процитовано 31 січня 2008.

| США | Це незавершена стаття з географії США. Ви можете допомогти проєкту, виправивши або дописавши її. |